# Крепостные стены Баку
Крепостные стены (азерб. Qala divarları) — крепостные стены и башни, окружающие средневековый Старый город Баку — Ичери-шехер. Город Баку, как свидетельствуют иллюстрации путешественников и фотографии конца XIX века, был некогда окружён двумя рядами стен. Из них до наших дней сохранилась лишь одна высокая каменная стена с несколькими воротами. Эти ворота во времена шаха Персии Аббаса I и позднее неоднократно реставрировались.
Крепостная стена города снабжена башнями, бойницами, банкетами и машикули, и служила надёжной защитой города. Протяжённость крепостных стен сегодня составляет 500 м, хотя в Средние века она составляла 1500 м. Ширина стен — 3,5 м, высота же — 8—10 м.

## История

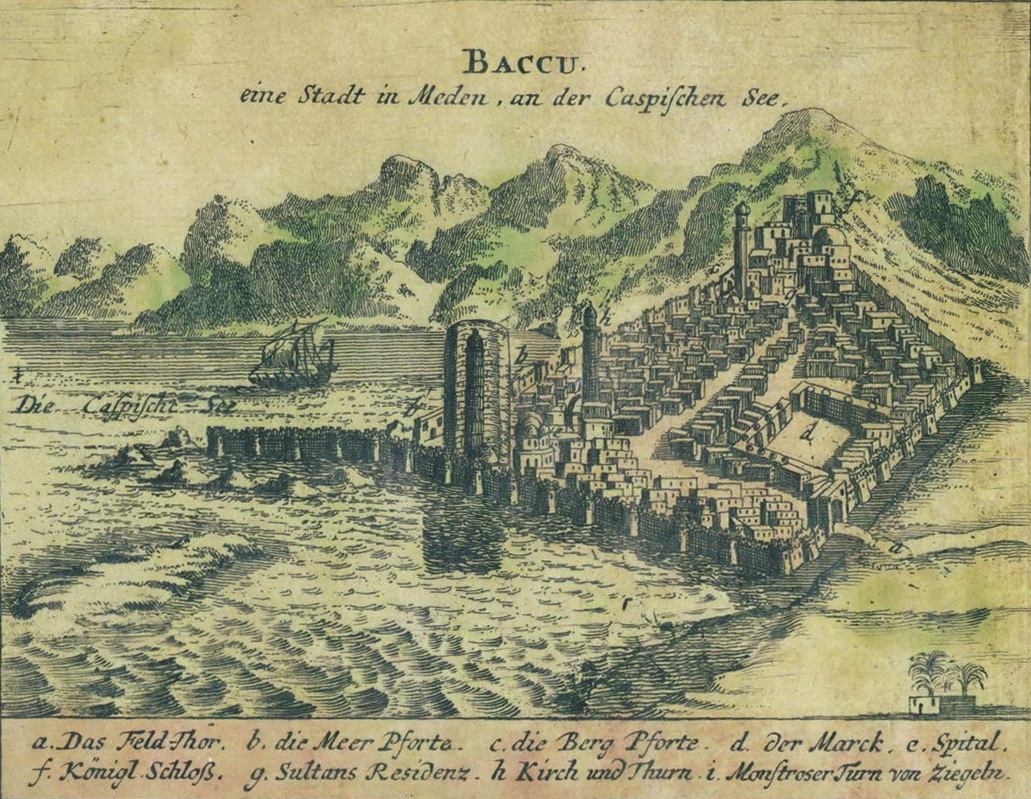
Рисунок Энгельберта Кемпфера 1630 года, на котором видны стены и башни Баку, уходящие в море

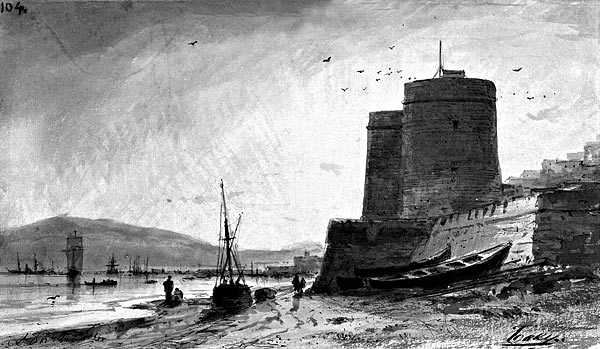
Рисунок Алексея Боголюбова, на котором видны ныне не существующая часть стен у самого моря близ Девичьей башни

Крепостные стены Баку описывали такие путешественники, как  Абд ар-Рашид Бакуви (1403), Эвлия Челеби (1647), Энгельберт Кемпфер (1683), Иоганн Якоб Лерхе (1734), Самуил Готлиб Гмелин (1770), Илья Николаевич Березин (1842) и так далее.
Крепостные стены города когда-то подходили к самому Каспийскому морю. В результате тектонических процессов очертания побережья часто менялись и уровень моря резко понизился. Вследствие этого крепость отделена от моря широкой полосой суши, где позднее появился приморский бульвар и проспект Нефтяников.
Со стороны суши крепость защищал широкий и глубокий ров, заполнявшийся водой из родников по подземным водопроводам, которые шли в сторону крепости по трём направлениям. Со стороны же моря, то есть с юга, всегда была одна стена.
В древней системе укреплений города определённую роль играли и стены и башни, уходящие в море по направлению к остаткам Сабаильского замка в Бакинской бухте. Их можно видеть и на рисунке посетившего Баку в XVII веке Энгельберта Кемпфера. Также в результате канализационных работ 1927 года на глубине 2,75 м были выявлены остатки стены крепости, которая простиралась в сторону моря в районе Девичьей башни. Эти более ранние стены предшествовали ныне существующим и были возведены в период образования феодального города.
С присоединением города Баку к Российской Империи (1806), крепость Баку была включена в список штатных крепостей. Отныне крепость Баку находились в подчинении Инженерного департамента Военного министерства в качестве крепости 1 класса. В 1808-1810 годах фельдшанец и бастионы были заменены и исправлены. Исправления заметны на Генеральном плане Бакинской крепости, составленном в 1817 году.
В 1867 году Бакинская крепость перестала считаться одной из военных крепостей. В крепостной стене выше Шемахинских ворот по инициативе купца Гаджи Зейналабдина Тагиева были построены новые ворота под названием Верхние (Тагиевские.)
В 1879 году по инициативе бакинского губернатора генерал-лейтенанта В. М. Позена была учреждена особая комиссия для осмотра крепостных стен.
С 1883 по 1888 годы внешняя крепостная стена была снесена. В 1887 году были открыты новые ворота. После этого Шемахинские ворота превратились в парные ворота: Гоша Гала Гапысы.
В 1954 году результате обрушения в одной из полубашен северной городской стены была найдена большая каменная плита с трёхстрочной надписью XII века на арабском языке, выполненная куфическим почерком, которая была частью не сохранившейся целой надписи. Камень ныне экспонируется в Музее истории Азербайджана в Баку, а надпись сообщает о построении стены города ширваншахом Минучихром III (1120—1160) в первой половине XII века.
|  | | Репродукция надписи |
|  | Приказал построить (эту) городскую стену мелик возвеличенный, премудрый, справедливый, победоносный, побеждающий, муджахид (воитель за веру), гордость религии и державы, опора ислама и мусульман, хакан величайший, ширваншах великий Абу-л-Хайджа Минучихр, ибн…. |                     |

В XVII веке появился второй ряд крепостных стен. Так, в 1608/9 году в годы правления шаха Аббаса I крепостные стены города были восстановлены, и по приказанию Зульфигар-хана были построены наружные крепостные стены. Об этом сообщает надпись на воротах с датой строительства 1017 года хиджры (1608/9 год).
Также в средние века в город имелось 5 входов. В 1656 году Баку посетил турецкий путешественник Эвлия Челеби. Он писал:
Бакинская крепость, находящаяся на берегу Каспийского моря, построена на высоком холме и представляет красивую квадратную крепость. Внутренняя крепость имеет ворота, обращённые на Запад. Ворота из нахичеванского железа
.
В начале XIX века по внутреннему обводу крепостных стен была проложена кольцевая улица (ныне — Малая Крепостная, или Кичик Гала). В 80-х годах XIX века второй ряд стен был снесён. Так, ещё в 1868 году военный губернатор города Баку обратился в Кавказский военный округ, предложив снести крепостные стены с целью благоустройства города. В 1870 году года было получено разрешение снести внешний ярус крепостных стен. В 1886 году этот вопрос ещё раз поднимался на заседании Думы и в результате наружные стены были снесены, а построенные Зульфигар-ханом ворота со снесенных внешних крепостных стен были помещены рядом с Шемахинскими воротами первого яруса стен. Ныне эти ворота называются в народе Парными крепостными воротами («Гоша гала гапысы»).
В 1956-1957 годах были проведены работы по реставрации ворот.
В 2020 году  в Ичеришехер завершились реставрационно-консервационные работы, которые проводились при поддержке Фонда Гейдара Алиева. Работы по реставрации и укреплению  части ворот Гоша Гала и крепостных стен были осуществлены в 2018-2019 годах.

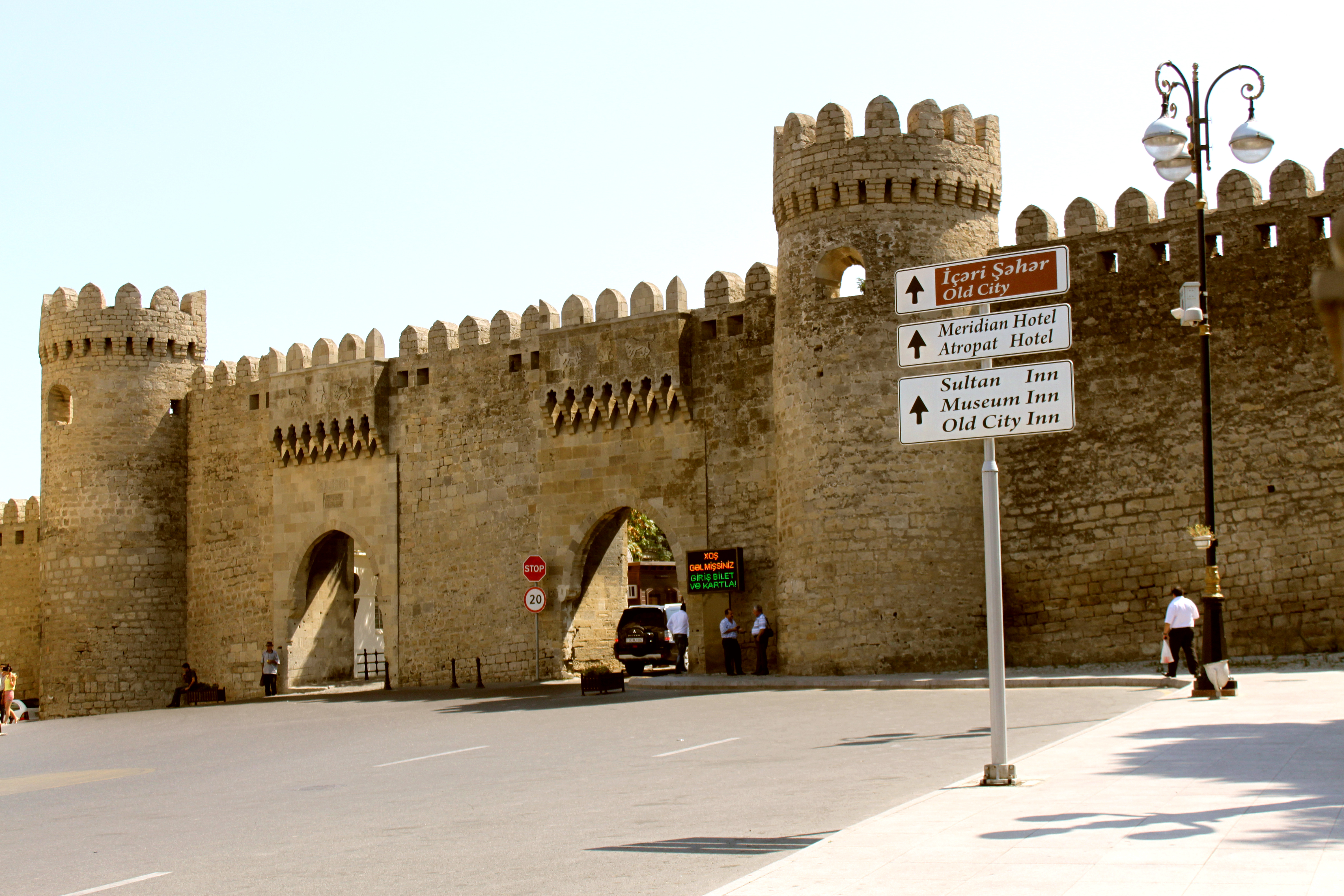
Шемахинские или Парные ворота крепости (слева ворота Зульфигар-хана, построенные в начале XVII века)
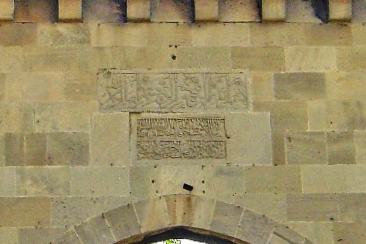
Надпись на воротах Зульфигар-хана
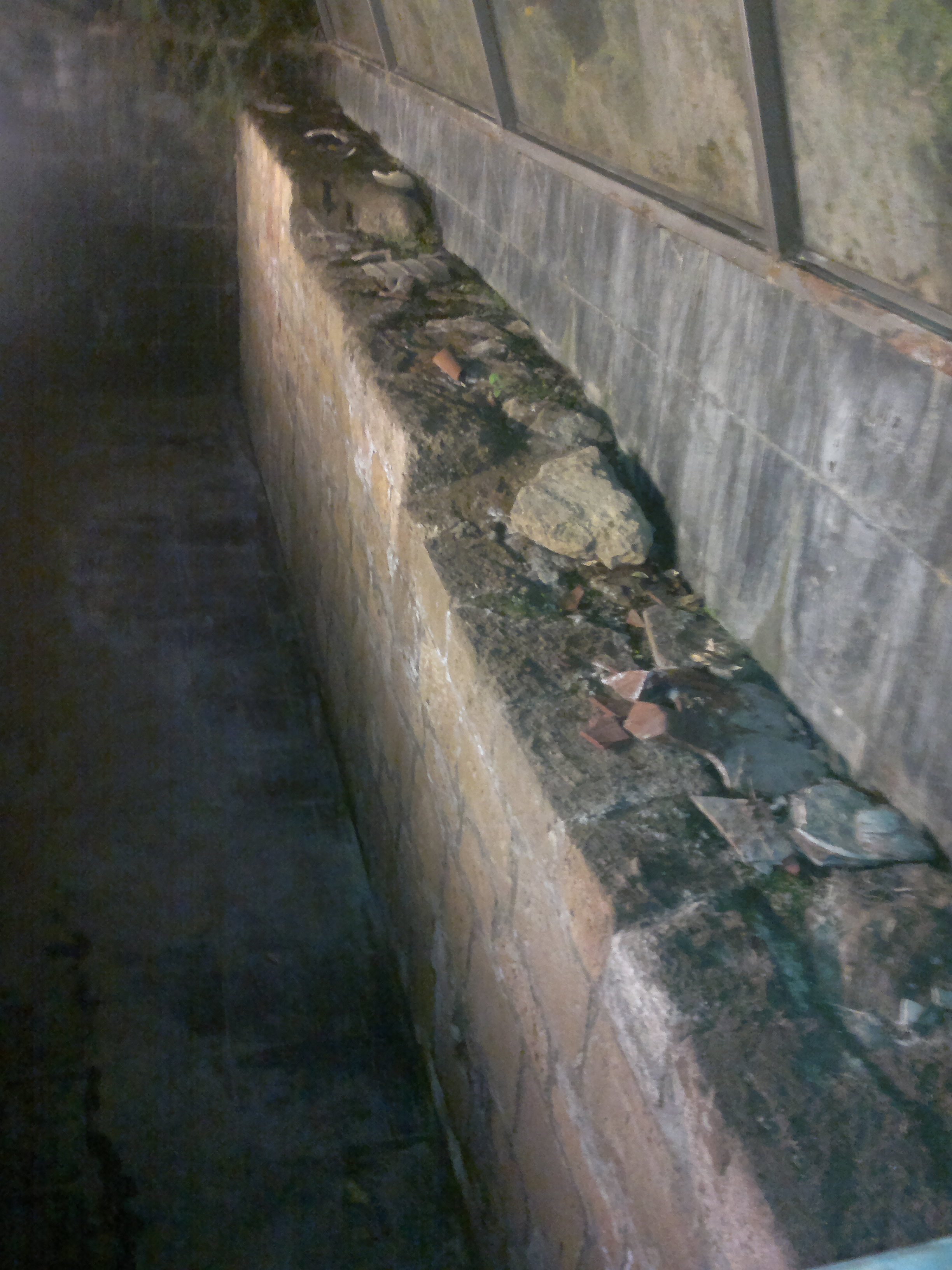
Сохранившийся фундамент второго наружного ряда крепостных стен города

### Планы города
Первичный план города Баку был составлен русской армией в 1723 году. На плане отмечены городские ворота (Шемахинские (ныне Гоша Гала Гапысы) и Горные (Сальянские, ныне в саду возле Азнефти), крепостные стены, а также три морских ворот.
На плане 1738 года отмечены бастионы, фельдшанец, а также боннеты.
План 1796 года зафиксировал разрушение внутренней и внешней стен с восточной части.

## Крепостные стены на почтовых марках и денежных купюрах

Крепостные стены на почтовых марках и денежных купюрах
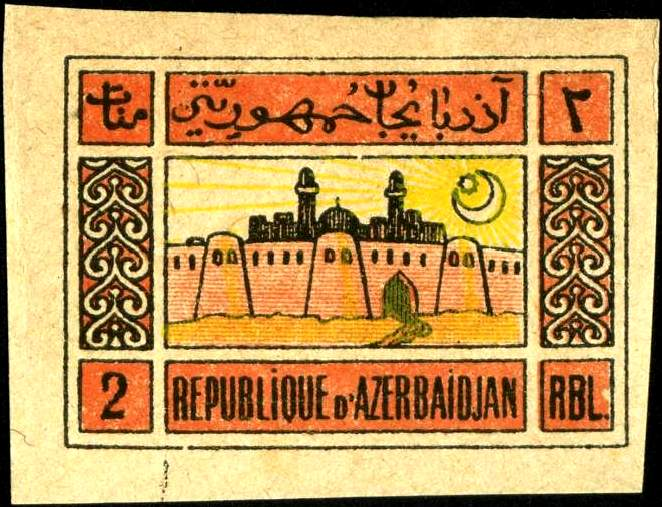
Почтовая марка Азербайджана, 1920
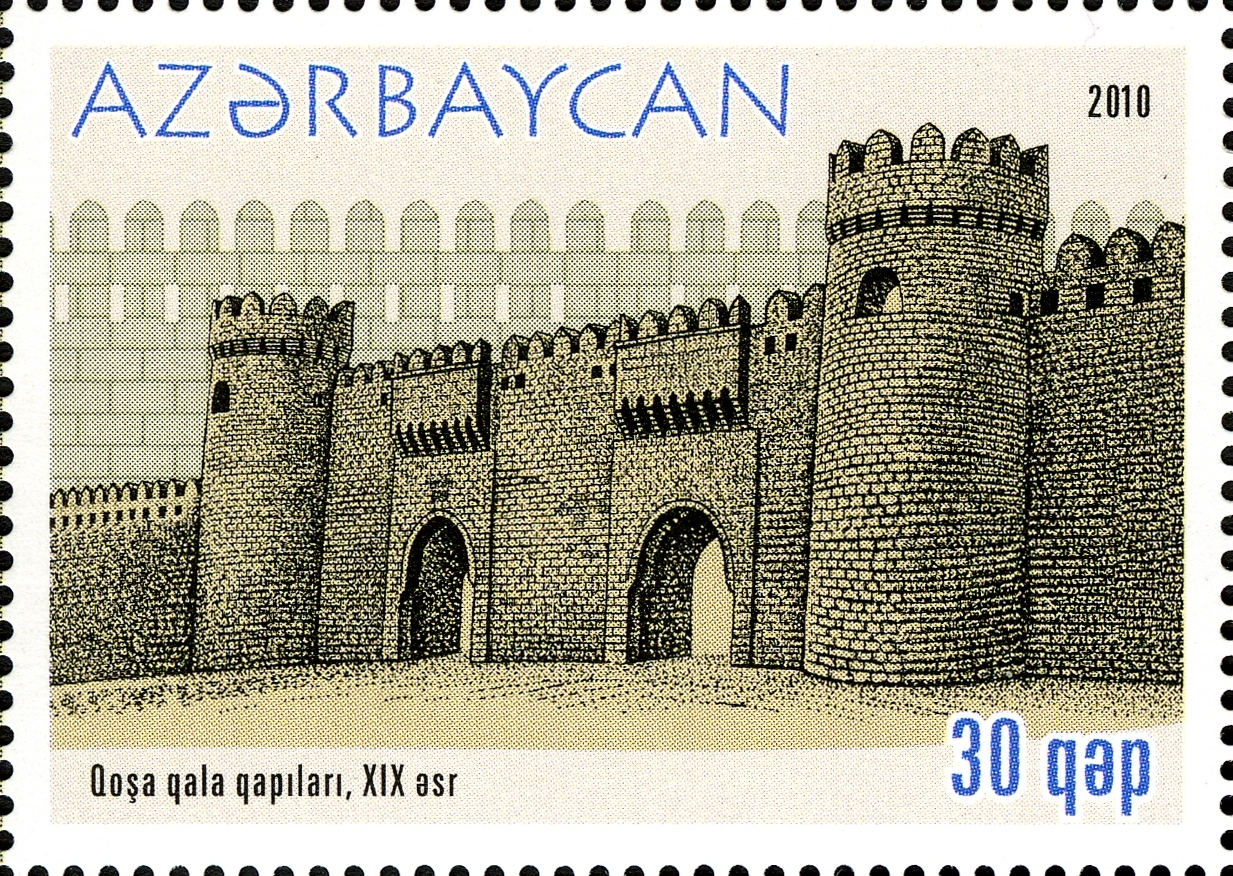
Почтовая марка Азербайджана, 2010
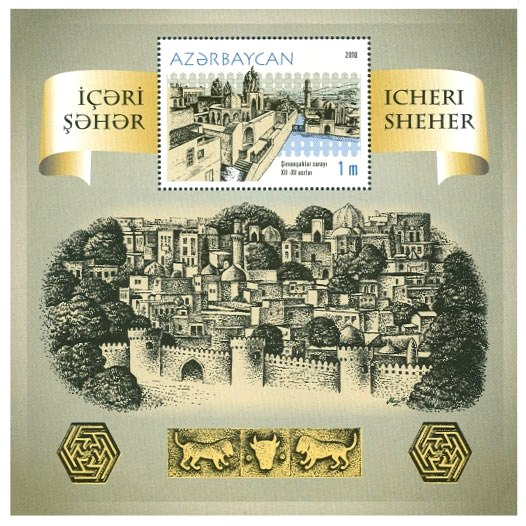
Почтовая марка Азербайджана, 2010
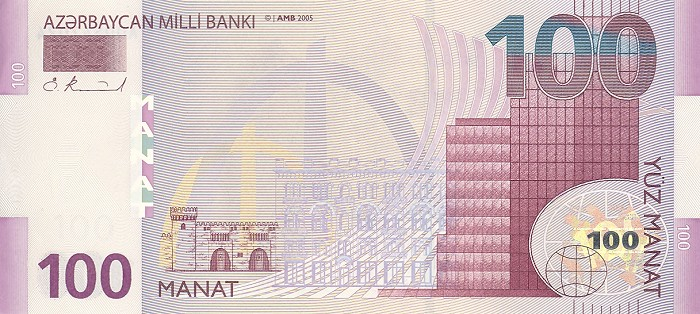
Крепостные стены  на азербайджанской банкноте номиналом в 100 манат